# Щукіна Наталія Михайлівна
Щу́кіна Ната́лія Миха́йлівна (8 квітня 1927 , Київ, Київська округа, Українська СРР, СРСР  — невідомо ) — українська архітекторка, член Спілки архітекторів УРСР з 1957 року.

## Біографія
Народилася в Києві, у 1945–1950 роках навчалася на архітектурному факультеті Київського інженерно-будівельного інституту.
З серпня 1950 року працювала на посаді архітектора в Київському проектно-вишукувальному інституті Міністерства транспортного будівництва в Києві, у 1958–1960 роках — у Науково-дослідному інституті архітектури та будівництва Академії будівництва та архітектури УРСР, у 1961–1962 роках — старший архітектор «Київметрогіпротранса». З квітня 1962 року — аспірант у Київському зональному науково-дослідному інституті експериментального проектування, з травня 1964 року — аспірант у Київському інженерно-будівельному інституті.

## Творчість
- Електромеханічний технікум залізничного транспорту (у складі творчого колективу, 1956, Київ, Повітрофлотський проспект)
- Будівельний технікум залізничного транспорту (у складі творчого колективу, 1956, Київ, Вінницька вулиця, 10)
- Станції метро «Хрещатик», «Арсенальна» (у співавторстві, 1960)

## Зображення

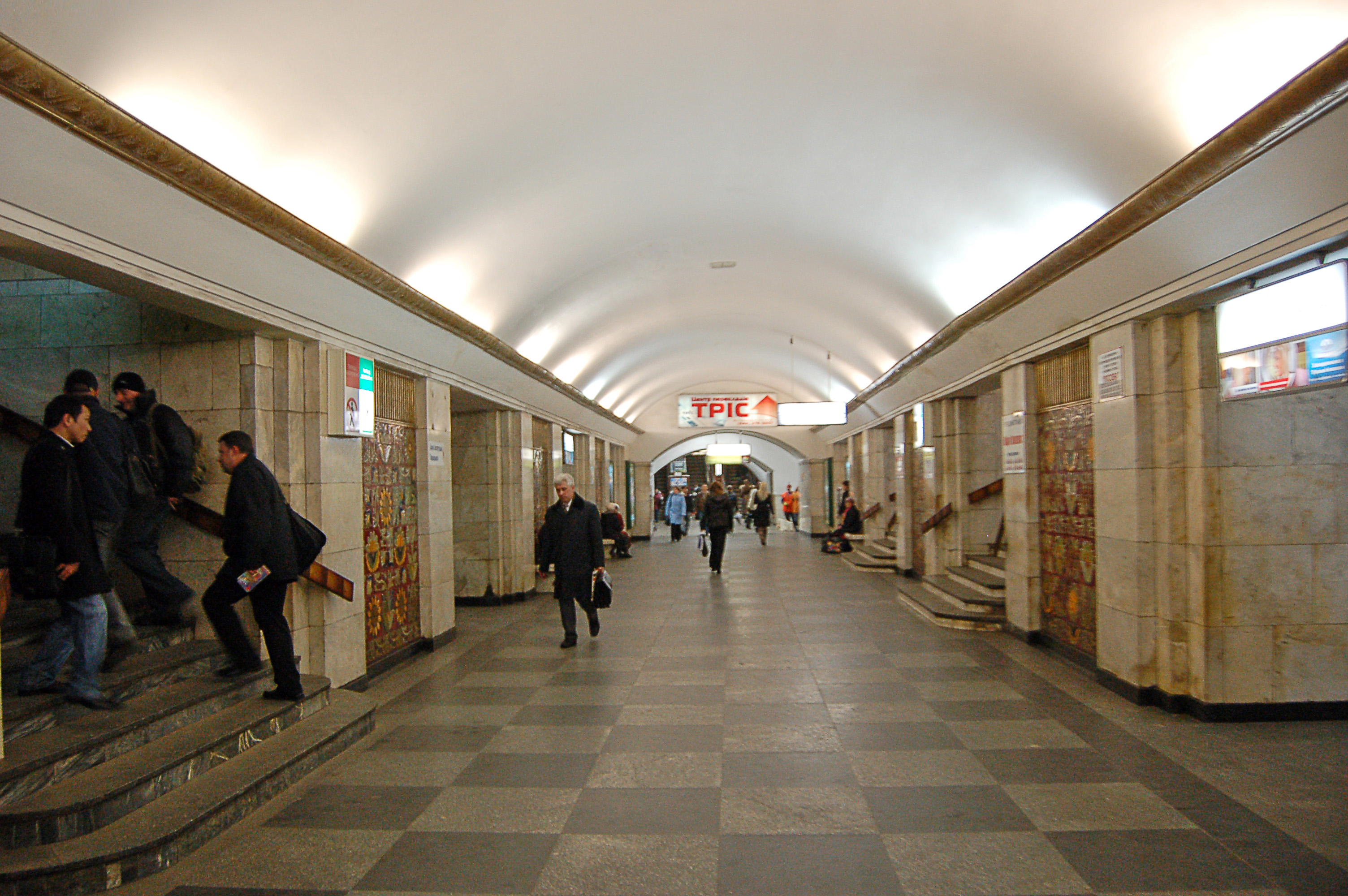
Станція метро «Хрещатик»
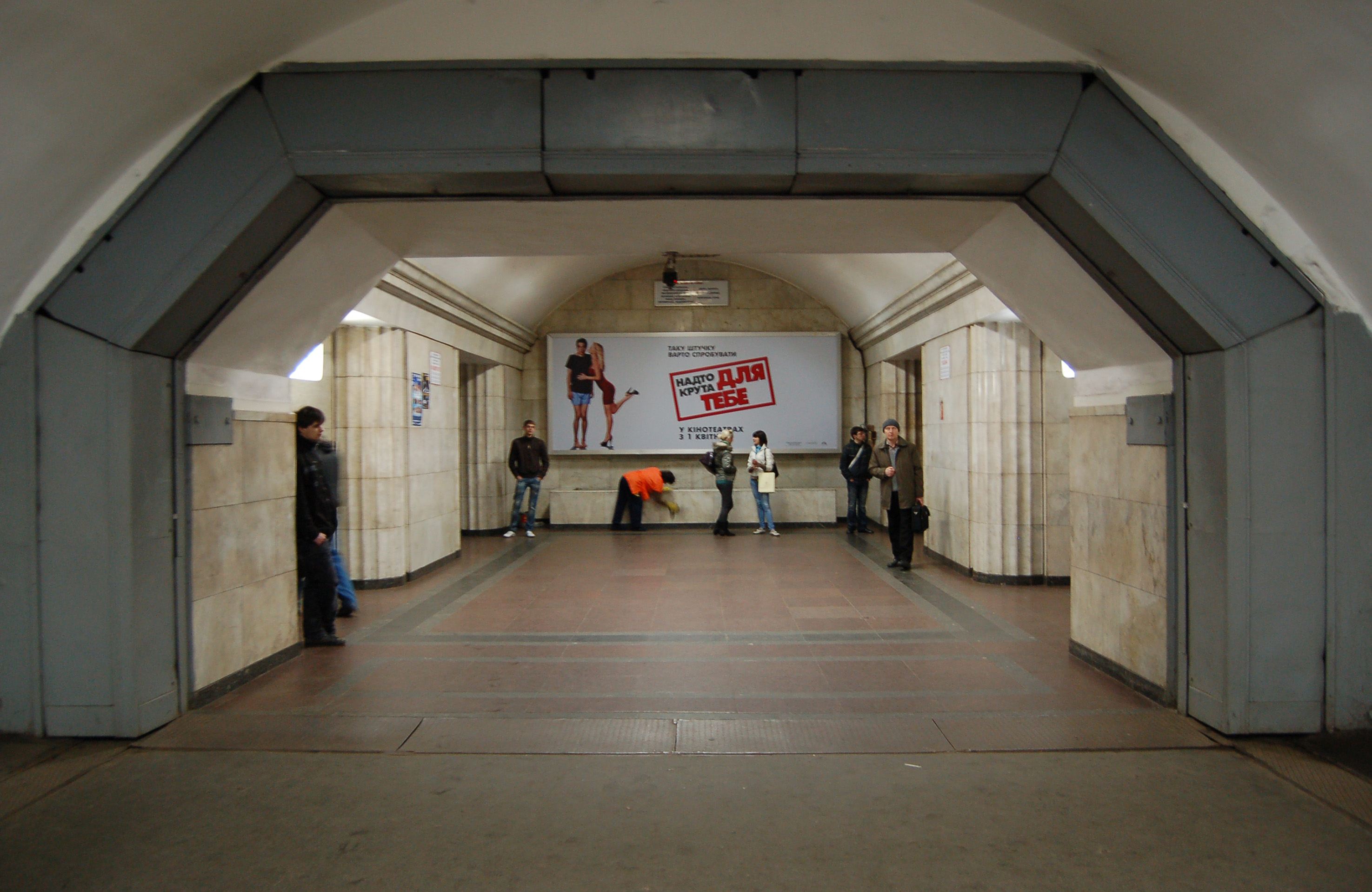
Станція метро «Арсенальна»